# 岐阜市立女子短期大学
岐阜市立女子短期大学（ぎふしりつじょしたんきだいがく、英語: Gifu City Women's College、公用語表記: 岐阜市立女子短期大学）は、岐阜県岐阜市一日市場北町7-1に本部を置く日本の公立短期大学。1946年創立、1950年大学設置。大学の略称は岐女短（ぎじょたん）。

## 概観

### 大学全体
- 岐阜県岐阜市に所在する日本の公立短期大学で、設置主体は岐阜市[1]。
- 国内で最初に認可された短期大学149校[注 1]の1校として、1950年に男女共学の岐阜短期大学として2学科体制で開学した[2]。
- 1954年（昭和29年度）からは岐阜女子短期大学に改名されてからは女子学生のみとなり、現在も女子短期大学となっている。2000年度入学生より4学科体制となるも、2023年（令和5年度）より3学科体制に縮小された。

### 教育および研究
- 岐阜市立女子短期大学には「人間学」や「心理学」などの一般科目のほか「国際ネットワーク大学コンソーシアム共同授業単位互換科目」が設置されている。
- 「教養演習」と題した科目では学科ごとに独自のメニューが設定されているのが特徴である。「スポーツ実技」と題した科目では、ゴルフやボウリングといったものが取り入れられている。
- 「学外教養演習」として、鵜飼いの見学といった全国の短大でもユニークなものがある。
- 英語英文学科ではアメリカでの語学研修や、国際文化学科では英語圏・中国語圏・韓国での語学研修、生活デザイン学科ではイタリアやフランスなどでのファッションデザイン研修が行われている。

### 学風および特色
- 岐阜市立女子短期大学は東海地区の名門女子短大として、県外からの入学者も多く、学生の進路に関しては、民間への就職、公務員となるほか、4年制大学への編入学も盛んである。
- 毎年5月に、新入生を対象とした歓迎会としてスポーツ大会が催される。競技種目としてバレーボールやドッジボールなどがある。

## 沿革
- 1946年
  - 岐阜女子専門学校が創設される[3]。
- 1949年
  - 岐阜専門学校となり男女共学となる[3]。
- 1949年
  - 10月 文部省[注釈 1]に短期大学[注 2]の設置認可に関する申請を行う[注 3]。なお、学科・専攻は以下の通りとなっている[注 4]。
    - 英文学科 入学定員50名 
    - 家政学科 入学定員100名
- 1950年 
  - 3月14日 左記を以て短期大学の設置が文部省[注釈 1]より認可される[注 5]
  - 4月1日 左記を以て岐阜短期大学が以下の学科体制にて開学[注 6]。
    - 英文学科 入学定員50名→40名
    - 家政学科 入学定員100名→40名
- 1951年
  - 4月1日 家政科の入学定員を40→50に増員[注 7]
  - 4月6日 別科の設置が認められ、以下の課程を設ける[14]。
    - 被服専修 入学定員40名[15]
- 1954年
  - 4月1日 共学から再び女子のみの岐阜女子短期大学（ぎふじょしたんきだいがく）と改称される[16]。
  - 5月1日 学生数[17]/定員
    - 英文科 63[注釈 2]/80
    - 家政科 180[注釈 2]/100
- 1955年 
  - 4月1日 この年度の入学生より、家政科を以下の学科に分離される[注 8]。
    - 生活科 入学定員50名
    - 被服科 入学定員50名
- 1958年
  - 5月1日 学生数[20]/定員
    - 英文科 64[注釈 2]/80
    - 生活科 151[注釈 2]/100
    - 被服科 153[注釈 2]/100
- 1965年
  - 4月1日 以下、入学定員の増員あり[21]。
    - 生活科 50→80
    - 被服科 50→80

  - 5月1日 学生数[22]/定員
    - 英文科 104[注釈 2]/80
    - 生活科 153[注釈 2]/130
    - 被服科 186[注釈 2]/130
- 1966年
  - 5月1日 学生数[23]/定員
    - 英文科 105[注釈 2]/80
    - 生活科 155[注釈 2]/160
    - 被服科 175[注釈 2]/160
- 1969年 
  - 4月1日 以下、学科名の改称あり。
    - 英文科→英文学科[注釈 3]
    - 生活科→食物栄養学科[注 9]
    - 被服科→被服学科[注釈 3]
- 1980年 この年における出来事を以下、列挙する[26]。
  - 3月31日 以下については、左記をもって正式に廃止となる。
    - 別科被服専修

  - 4月1日 被服学科の入学定員を80→100に増員。
  - 5月1日 学生数[27]/定員
    - 英文学科 97[注釈 2]/80
    - 食物栄養学科 175[注釈 2]/160
    - 被服学科 209[注釈 2]/180
- 1981年
  - 5月1日 学生数[28]/定員
    - 英文学科 95[注釈 2]/80
    - 食物栄養学科 170[注釈 2]/160
    - 被服学科 220[注釈 2]/200
- 1983年
  - 4月1日 英文学科の入学定員を40→50に増員[注 10] 
  - 5月1日 学生数[31]/定員
    - 英文学科 108[注釈 2]/90
    - 食物栄養学科 182[注釈 2]/160
    - 被服学科 214[注釈 2]/200
- 1984年
  - 5月1日 学生数[32]/定員
    - 英文学科 110[注釈 2]/100
    - 食物栄養学科 169[注釈 2]/160
    - 被服学科 218[注釈 2]/200
- 1985年
  - 5月1日 学生数[33]/定員
    - 英文学科 112[注釈 2]/100
    - 食物栄養学科 171[注釈 2]/160
    - 被服学科 219[注釈 2]/200
- 1986年
  - 5月1日 学生数[34]/定員
    - 英文学科 109[注釈 2]/100
    - 食物栄養学科 174[注釈 2]/160
    - 被服学科 215[注釈 2]/200
- 1987年
  - 5月1日 学生数[35]/定員
    - 英文学科 108[注釈 2]/100
    - 食物栄養学科 172[注釈 2]/160
    - 被服学科 215[注釈 2]/200
- 1988年
  - 4月1日 岐阜女子短期大学を岐阜市立女子短期大学に改称[注 11]。
  - 5月1日 学生数[38]/定員
    - 英文学科 108[注釈 2]/100
    - 食物栄養学科 174[注釈 2]/160
    - 被服学科 217[注釈 2]/200
- 1992年
  - 5月1日 学生数[注 12]/定員
    - 英文学科 127[注釈 2]/100
    - 食物栄養学科 174[注釈 2]/160
    - 被服学科 187[注釈 2]/200
- 1999年
  - 5月1日 学生数[41]/定員
    - 英文学科 111[注釈 2]/100
    - 食物栄養学科 162[注釈 2]/160
    - 被服学科 224[注釈 2]/200
- 2000年 
  - 4月1日 この年度における出来事を以下、列挙する。
    - 以下の学科を増設する。
      - 国際文化学科 入学定員60名[注 13]

    - 以下、入学定員減あり。
      - 被服学科 100→60
      - 食物栄養学科 80→60

    - 以下、学科名の変更あり。
      - 英文学科→英語英文学科
      - 被服学科→生活デザイン学科
- 2002年
  - 4月1日 生活デザイン学科に以下の専攻課程を置く[注 14]。
    - アパレルデザイン専攻 入学定員40名
    - インテリアデザイン専攻 入学定員20名
- 2006年
  - 4月1日 生活デザイン学科における以下の専攻課程については、この年度で学生募集を最終とする[注 15]。
    - アパレルデザイン専攻 入学定員40名
    - インテリアデザイン専攻 入学定員20名
- 2014年 
  - 1月 平成26年度大学入試センター試験参加短期大学の1校となる[50]。
- 2015年 
  - 1月 平成27年度大学入試センター試験参加短期大学の1校となる[51]。
- 2016年 
  - 1月 平成28年度大学入試センター試験参加短期大学の1校となる[52]。
- 2022年
  - 4月1日 以下の学科については、この年度で学生募集を最終とする[注 16]。
    - 英語英文学科
- 2023年
  - 4月1日 国際文化学科が英語英文学科を統合して、以下の学科として改組される[1]。
    - 国際コミュニケーション学科 入学定員90名

## 基礎データ

### 所在地
- 岐阜県岐阜市一日市場北町7-1

### 交通アクセス
- 岐阜バス「大縄場大橋経由 寺田ガーデン行」で「市立女子短大」バス停留所で下車するのが最も便利である。JR東海道本線岐阜駅、名古屋鉄道岐阜駅からの便がある。

### 象徴
- ホームページを参照。

## 教育および研究

### 組織

#### 学科
- 英語英文学科 入学定員50名[注 17]
- 国際文化学科→国際コミュニケーション学科 入学定員90名
- 健康栄養学科 入学定員50名
- 生活デザイン学科→デザイン環境学科 入学定員60名
  - アパレルデザイン専攻 入学定員40名[注釈 4]
  - インテリアデザイン専攻 入学定員20名[注釈 4]

#### 専攻科
- なし

#### 別科
- 被服専修 入学定員40名[56]

##### 取得資格について
資格
- 栄養士資格：食物栄養学科を対象に取得できる。
- 衣料管理士2級資格が生活デザイン学科を対象に取得できる。ほか、二級建築士受験資格が取得できるカリキュラムも組まれている。ただし、卒業後に実務経験を経る必要がある。

教職課程かつては以下の教職課程が設置されていた。いずれも1989年度入学生までとなっている。
- 中学校 教諭二種免許状[注 18]
  - 英語：旧・英文学科にて設置されていた。
  - 家庭：旧・被服学科と旧・食物栄養学科にて設置されていた。
- 当初は中学校教諭ほか高等学校教諭免許状の教職課程を併設[注 19]。
  - 英語：旧・英文科にて設置されていた。
  - 家庭：旧・被服科と旧・生活科。

#### 附属機関
- 岐阜市立女子短期大学附属図書館

### 研究
- 『岐阜女子短期大学研究紀要』[61]
- 『岐阜市立女子短期大学研究紀要』[62]

### 教育
- 特色ある大学教育支援プログラム
  - 『デザインを通した地域との交流による教育-「学生を育てる」・「地域を育てる」総合的な教育の取組み-』において 2003年に採択されている。

## 学生生活

### 部活動・クラブ活動・サークル活動
- 岐阜市立女子短期大学のクラブ活動
  - 体育系：バレーボール・テニス・バドミントン・ソフトボール・サイクリング・バスケットボール・ワンダーフォーゲル・ダンス・フットサルほか
  - 文化系：ESS・茶道・能楽・美術・パソコン・ボランティア・シネマ・ゴスペルほか。

### 学園祭
- 岐阜市立女子短期大学の学園祭は「桃林祭」と呼ばれ、生活デザイン学科のファッションショーが催される。過去にはお笑いタレントのデンジャラスが訪問している。2008年は10月25日・26日において行われ、松井大典によるトークショーも催された。

### スポーツ
- バレーボール部が2004年、山梨県立女子短期大学主催の中部公立短期大学交歓競技会では優勝を成し遂げている。ほか、東海リーグや県リーグでも活躍している。
- 中部公立短期大学交歓競技会に参加している。

## 大学関係者と組織

### 大学関係者一覧

#### 出身者
- 岡田理江：タレント、女優
- クライン孝子 - ノンフィクション作家

## 施設

### キャンパス
- 岐阜市立女子短期大学は、2000年に金華山の麓にあった長良福光キャンパスから新築移転され、コンクリート打ち放しの壁面と大きなガラス窓で占められた、モダンなデザインが特徴としたキャンパスに生まれ変わっている。
- キャンパスのデザインは、2000年に中部建築賞を受賞している。
- キャンパス内には桜の樹が植えられており、短大の風物詩となっている。
- 学内にある大学生協は1999年10月に設立され、現在購買・書籍・食堂・共済・サービスなどの事業を取り扱っている。

## 対外関係

### 他大学との協定

#### 国内大学
- 放送大学[63]

#### アメリカ
- トマス・モア大学
- ブラックヒルズ州立大学
- ハワイ大学

#### 韓国
- 威徳大学